# Marta Skupilová
Marta Skupilová provdaná Dobríková (Dobrik) (28. března 1938 Bratislava – 25. srpna 2017 Penticton, Britská Kolumbie) byla československá sportovní plavkyně slovenské národnosti, účastnice olympijských her v roce 1956.
Závodnímu plavání se věnovala od roku 1954 na sportovní střední škole. Připravovala se v univerzitním sportovním klubu Slavia Bratislava pod vedením Otokara Urbana. Byla první československou plavkyní, na které byla úspěšně aplikována nová distanční plavecká tréninková metoda – plavaly se jednotlivé úseky v plném tempu s opakováním, např. 10×100 m v plném tempu s krátkým vydýcháním (cca 20s) mezi jednotlivými úseky. V roce 1955 poprvé překonala československé rekordy na 100 m motýlek, znak a kraul a v těchto třech plaveckých stylech držela do roku 1958 československé rekordy na všech tratích od 50 m po 1500 m.
V roce 1956 startovala na olympijských hrách v Melbourne ve své nejsilnější disciplíně 100 m motýlek. Nevyladila však optimálně formu a skončila na prvním nepostupovém místě v rozplavbě.
V září 1958 na mistrovství Evropy v maďarské Budapešti vybojovala na 100 m motýlek jako první žena s Československa třetí místo. Bronzovou medaili získala těsně o dohmat. S polohovou štafetou 4×100 m obsadila ve finále 7. místo.
Se ziskem medaile z vrcholné sportovní akce však u ní nastala postupná stagnace výkonnosti. V roce 1960 sice figurovala v předběžné nominaci na olympijské hry v Římě, ale týden před odjezdem byla z nominace stažena pro slabou formu.
V roce 1961 získala svůj poslední titul mistryně republiky na 100 m motýlek a následně ukončila sportovní kariéru.. V roce 1963 se po dvou letech ještě pokusila, nakonec neúspěšně, připravit na olympijskou sezonu 1964.
Po roce 1968 z Československa emigrovala. Usadila se na západním pobřeží Kanady v Britské Kolumbii v údolí řeky Okanagan. Zemřela v domově seniorů v Pentictonu v roce 2017.